# Ordre des francs-jardiniers
Vous lisez un « bon article » labellisé en 2007.

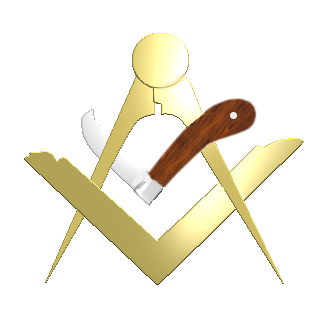
Armoiries de l'Ordre des francs-jardiniers.

L'ordre des francs-jardiniers (Order of the Free Gardeners) est une société amicale fondée en Écosse au milieu du XVIIe siècle, et qui s'est par la suite étendue en Angleterre et en Irlande. Comme de nombreuses autres sociétés amicales (friendly societies) de l'époque, son objet principal fut à la fin du XVIIe siècle et durant tout le XVIIIe siècle le partage de connaissances — voire de secrets — liés au métier, ainsi que l'entraide mutuelle. Au XIXe siècle, ses activités d'assurance mutuelle devinrent prépondérantes. À la fin du XXe siècle, elle s'est presque entièrement éteinte. Bien que les francs-jardiniers soient toujours restés indépendants de la franc-maçonnerie, ces deux ordres présentent d'importantes similitudes en ce qui concerne leur organisation et leur développement.

## Histoire

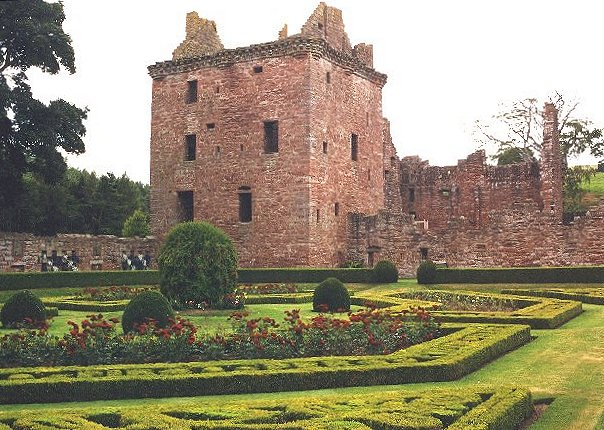
Le jardin clos du château d'Edzell, en Écosse, remonte à 1604.

Le plus ancien témoignage de l'ordre est un registre de procès-verbaux de la loge de Haddington ouvert le 16 août 1676, qui commence par un recueil de quinze règles, dénommé « Injonctions à la fraternité des jardiniers de l'East-Lothian » (« Interjunctions for ye Fraternity of Gardiners of East Lothian »). Il est possible que cette fraternité de jardiniers ait été un peu plus ancienne, d'une part parce que l'Écosse était à cette époque soumise à des troubles civils et à des famines intermittentes qui auraient pu inciter les jardiniers à s'associer, d'autre part parce que les propriétaires terriens aisés s'intéressaient alors particulièrement à l'architecture de la Renaissance et au travail des jardins artistiquement travaillés de leurs vastes domaines.
Les premiers membres de la loge de Haddington ne sont cependant ni des jardiniers de métier ni des grands propriétaires, mais plutôt des petits propriétaires terriens et des fermiers qui pratiquaient le jardinage comme un loisir. N'exerçant pas une profession citadine, ils ne peuvent pas obtenir le statut de corporation et calquent leur organisation sur celle des Maçons, qui disposent d'une forme d'organisation supplémentaire, distincte de leur corporation : la loge. Cette organisation mise en place à Haddington peut être vue comme une forme primitive de syndicat, organisant la coopération entre ses membres, leur formation pratique, leur développement moral et le secours destiné aux pauvres, aux veuves et aux orphelins de l'association. Les loges de jardiniers sont également les premières à organiser des expositions florales, dès 1772.
Vers 1715, une loge similaire à celle de Haddington est fondée à Dunfermline et y est soutenue dès ses débuts par deux membres de l'aristocratie locale, le comte de Moray et le marquis de Tweeddale (en). Dès son origine, elle admet parmi ses membres de nombreux non-jardiniers. Elle crée une société de bienfaisance au profit des veuves, des orphelins et des pauvres de la loge, parraine une course hippique et organise une foire horticole annuelle avant de se transformer peu à peu en société d'assurance mutuelle. Elle atteint un effectif de 212 inscrits dès 1721. Les deux loges de Haddington et Dunfermline font le choix d'étendre largement leur secteur géographique de recrutement sans autoriser la création de nouvelles loges. Ce n'est qu'en 1796 que trois nouvelles loges sont créées à Arbroath, Bothwell et Cumbnathan.
Au cours du XIXe siècle, d'autres loges sont créées, tant en Angleterre qu'en Écosse. Beaucoup d'entre elles se regroupent en Grandes Loges. C'est ainsi qu'on voit apparaître successivement, entre autres :
- le British Order of Ancient Free Gardeners (vers 1817-1972)[4] ;
- l'Ancient Order of Free Gardeners (1849-1958)[5]. Cette Grande Loge rassembla à Édimbourg, en 1859, des représentants de plus d'une centaine de loges, dont trois établies aux États-Unis[2] ;
- le St Andrew Order of Ancient Free Gardeners Friendly Society (1859-1974)[6].

À l'apogée du mouvement, on compte jusqu'à plus de 10 000 francs-jardiniers pour les seuls Lothians rassemblés dans plus de 50 loges. Le succès aidant, des sociétés horticoles « concurrentes » apparaissent au cours du XIXe siècle. À la différence de l'ordre des francs-jardiniers, elles n'ont pas de rôle de bienfaisance ni de secours mutuel ni de rituels et elles acceptent quiconque, homme ou femme, paye sa cotisation.
Au XXe siècle, les deux guerres mondiales appellent sous les drapeaux la plupart des membres. La crise économique de 1929 affaiblit les capacités de bienfaisance. Les lois de protection sociale diminuent l'attrait des activités de secours mutuel associatif, avant que la « loi sur l'assurance nationale » de 1946 ne leur retire toute utilité. Avant même la Seconde Guerre mondiale, le nombre de décès parmi les membres dépasse le nombre d'admissions. En 1939, les minutes de la loge de Haddington s'interrompent jusqu'à la date de 1952, où ses huit derniers membres tentent vainement de la relancer. Malgré le recrutement de nouveaux membres, la fraternité de Haddington prononce sa dissolution le 22 février 1953. La loge de Dunfermline subsiste quant à elle jusqu'au milieu des années 1980. Ces disparitions s'inscrivent dans un mouvement sociologique beaucoup plus vaste, puisqu'en 1950 il existe encore quelque 30 000 sociétés amicales de secours mutuel (friendly societies) dans tout le Royaume-Uni, alors qu'en 2000, on n'en compte plus que 150.
En 2000, les recherches de Robert Cooper ne recensent plus qu'une seule loge (à Bristol) pour la Grande-Bretagne, mais mentionnent la survivance de l'ordre des Francs-Jardiniers aux Antilles (Caribbean British Order of Free Gardners) et en Australie. Une société de sauvegarde est créée en Écosse en 2002 aux fins de recherche et de conservation des traditions de cet ordre et quelques loges ont été réactivées à cette occasion.

## Rituel

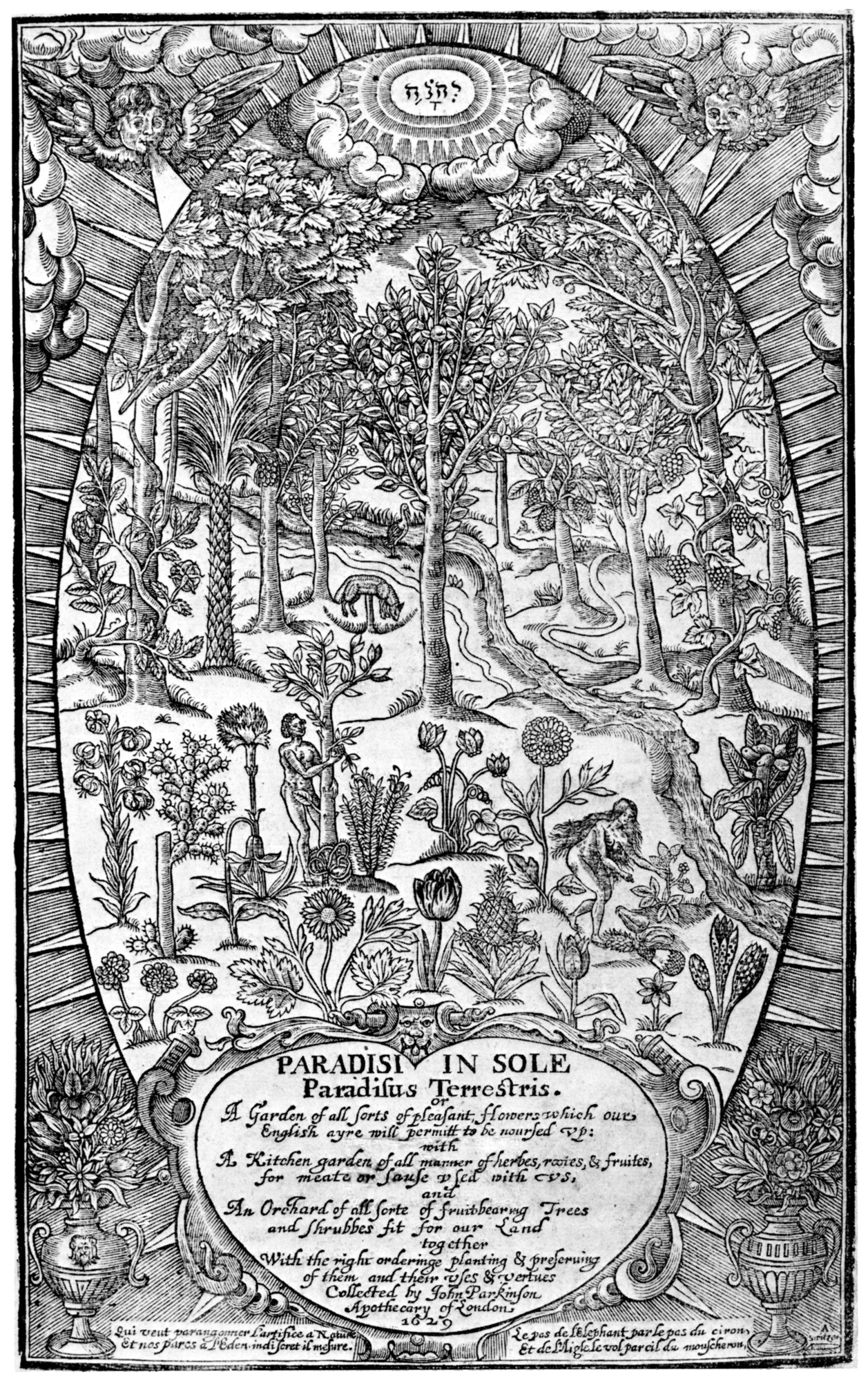
Le jardin d'Éden : livre de jardinage anglais, 1629.

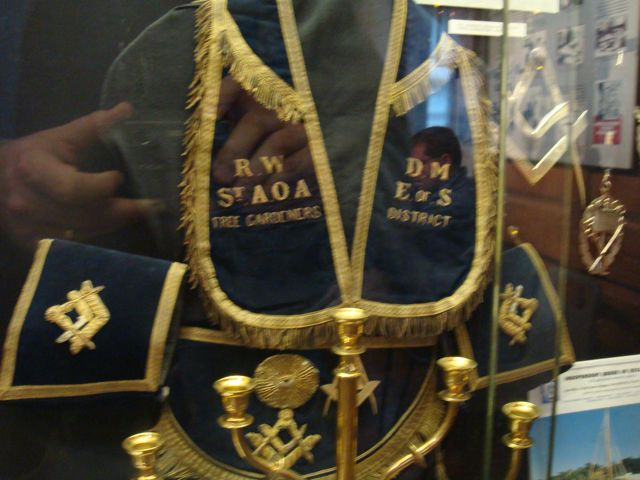
Tablier de franc-jardinier.

On ne trouve aucune trace de rituels ou de connaissances réservées aux initiés dans les documents de la fraternité datant de la fin du XVIIe siècle, mais l'intérêt rapidement marqué de membres de l'aristocratie laisse supposer que cette association ne s'occupait pas exclusivement d'assurance mutuelle.
La plus ancienne mention connue de l'existence d'un secret initiatique dans cet ordre remonte au 28 janvier 1726, date à laquelle la fraternité étudie une plainte interne accusant un de ses membres d'avoir diffamé certains de ses officiers en disant qu'ils n'étaient pas capables de donner correctement ses mots et signes. En 1772, d'autres documents établissent que la fraternité des francs-jardiniers disposait de « Mots » et de « Secrets ». En 1848, on trouve mention d'un enseignement, sous forme de « Signes, Secrets et Attouchements ». Les historiens disposent de rituels complets d'apprenti, de compagnon et de maître datant de 1930. Les minutes des loges montrent que le rituel de l'ordre s'est progressivement développé, depuis une cérémonie assez simple de transmission du « Mot » à ses tout débuts, jusqu'à un système de trois grades similaire à celui de la franc-maçonnerie à la fin du XIXe siècle.
Une conférence de 1873 indique que le franc-jardinage utilise la culture du sol comme le symbole de la culture de l'esprit dans l'intelligence et la vertu et fait référence au jardin d'Éden.
Le rituel d'admission des apprentis francs-jardiniers présente de très nombreuses similitudes avec celui des apprentis francs-maçons. Adam serait ainsi symboliquement le premier franc-jardinier. Dieu y est décrit comme étant «The Great Gardener of the Universe» (le Grand Jardinier de l'Univers). Il est fait usage du compas, de l'équerre, auxquels s'ajoutent le couteau, présenté comme « le plus simple outil de jardinage », permettant de « tailler les vices […] et bouturer les vertus ». À l'issue de cette cérémonie, l'apprenti reçoit le tablier de son grade. Le second degré fait référence à Noé, le « second jardinier », et fait accomplir symboliquement au Compagnon un voyage qui le ramène vers le jardin d'Éden puis vers celui de Gethsémani. Le troisième degré fait référence à Salomon, le « troisième jardinier », et au symbole de l'olivier.
Les tabliers sont de deux types :
- des tabliers longs, arrivant à la cheville, brodés de nombreux symboles relatifs aux légendes de l'ordre[14],[15] ;
- des tabliers plus courts, avec bavette semi-circulaire, ressemblant fortement aux tabliers des francs-maçons d'Écosse[16]. Celui du président est brodé des lettres P, G, H, E initiales des quatre fleuves du jardin d'Éden[n 1], et A, N, S, initiales de Adam, Noé et Salomon[14], auxquelles s'ajoute la lettre O, probablement pour "Olive", l'olivier en anglais.

D'une manière générale, le symbolisme utilisé par les francs-jardiniers semble avoir été fortement influencé au cours du XIXe siècle par celui de la franc-maçonnerie.
Sur de nombreux objets de l'ordre datant du tout début du XXe siècle, on trouve un emblème composé d'une équerre, d'un compas et d'un couteau à greffer. Comme il n'y a pas de trace de cet emblème dans les documents antérieurs, il est vraisemblable qu'il ait, lui aussi, été inspiré tardivement de celui de la franc-maçonnerie.

## Les premiers membres
Il y a peu d'informations sur la profession des membres avant la fin du XVIIIe siècle. À cette période, on trouve dans la loge d'Haddington, outre les jardiniers, des commerçants, des tailleurs et des écrivains publics. Tous les membres de la loge sont originaires du comté. En revanche, la loge de Dumfermline, ancienne capitale de l'Écosse, s'enorgueillit de compter parmi ses membres « de nombreuses personnes illustres d'Édimbourg, autant que de l'East Lothian [parmi lesquelles] le marquis de Tweedale, le comte de Haddington, Lord William Hay, etc. ».
Le premier registre de la loge de Dunfermline a été établi en 1716, avec les signatures de 214 membres. À cette époque, l'effectif se compose d'une majorité de jardiniers de métier mais également de nombreux artisans ainsi que de deux membres de l'aristocratie locale. Rapidement, l'effectif augmente, le niveau social moyen s'élève, au point que les jardiniers de métiers ne forment plus la majorité des nouveaux membres, mais le recrutement reste local. En 1721, cent un nouveaux membres de toutes conditions sociales sont admis dans la loge, depuis les jardiniers et boulangers jusqu'au duc d'Athole. Les années suivantes voient un assez grand nombre d'aristocrates se faire initier à la franc-jardinerie dans la loge de Dunfermline, même lorsqu'ils habitent à proximité de celle d'Haddington qui reste contrôlée par les professions liées au jardinage. La plupart de ces personnes possèdent des jardins renommés. À partir de 1736, date de la création de la Grande Loge (maçonnique) d'Écosse, cette dynamique cesse et il n'y a plus d'initiations d'aristocrates dans la loge de francs-jardiniers de Dunfermline.
Sur le plan religieux, tous les membres de cette époque sont protestants et appartiennent à l'Église d'Écosse. Politiquement, en revanche, ils sont de toutes tendances.

## Comparaisons avec la franc-maçonnerie
Dans les années 1720, il existe en Écosse une profusion de sociétés, fraternités et clubs. La franc-maçonnerie et l'ordre des francs-jardiniers ne sont que ceux qui se sont le plus étendus et ont perduré le plus longtemps.  Bien que les francs-jardiniers soient toujours restés indépendants de la franc-maçonnerie, l'histoire et l'organisation des deux ordres présentent de nombreuses similitudes qui éclairent les recherches historiques sur la naissance du second.
Ces deux ordres présentent d'importantes similitudes en ce qui concerne leur organisation et leur développement. Tous deux sont nés en Écosse au milieu du XVIIe siècle dans des groupes liés à un métier particulier mais acceptèrent très vite des membres d'autres professions. Dans les deux cas, les membres du métier d'origine sont devenus minoritaires dès le début du XVIIIe siècle. Dans les deux ordres également, certaines loges s'ouvrent très rapidement aux membres « acceptés » et en particulier à la noblesse locale, alors que d'autres sont beaucoup plus réticentes.
Presque tous les membres connus qui ont appartenu aux deux ordres ont été francs-jardiniers avant de devenir francs-maçons. Le plus grand groupe de francs-jardiniers devenus par la suite francs-maçons intègre la loge maçonnique « Kilwinning Scots Arms », fondée en 1729. Il s'agit de neuf membres de la loge de francs-jardiniers de Dunfermline. Aucun d'entre eux n'était jardinier de métier, il s'agissait d'aristocrates et de militaires.
La franc-maçonnerie se répand assez rapidement en Angleterre, puis, après la création de la Grande Loge de Londres en 1717, à travers le monde entier. En revanche, l'ordre des francs-jardiniers reste principalement écossais. Dans les deux cas, les loges écossaises semblent avoir eu des difficultés à se regrouper dans des structures plus vastes nommées « Grandes Loges ». En ce qui concerne la franc-maçonnerie d'Écosse, ce processus ne commence à Édimbourg qu'en 1736 et il ne s'achève qu'en 1891. En ce qui concerne l'ordre des francs-jardiniers, la première Grande Loge écossaise n'est formée qu'en 1849, et 15 loges restent indépendantes jusqu'à la disparition de l'ordre. Dans les deux cas, ce sont en particulier les loges fondées avant leur Grande Loge qui seront les plus réticentes à renoncer à leur indépendance.

## Liste
Dans la liste, globalement anglophone (Angleterre, Écosse, Galles, USA), des loges de francs-jardiniers (de) actives en 2002, on repère cependant[réf. nécessaire] :
- N. 18 – Metatron, Monte Carlo (fondée à Monaco),
- N. 21 – Parc Floral D’Apremont, Paris (fondée en France), voir Château d'Apremont (Cher)[21]
- N. 22 – Sunflower, Brisbane (fondée en Australie),
- N. 23 – Jardin de San Pantoleon de Losa, Burgos (fondée en Espagne),
- N. 25 – Jardin du Moulin de Féline, Lyon (fondée en France),
- N. 27 – Fleur de vie, Boussu (fondée en Belgique),
- N. 28 – Les Jardins de Gasteiz, Vitoria-Gasteiz (fondée en Espagne),
- N. 29 – Sampaguita, Quezon City (fondée en 2020 aux Philippines),
- N. 30 – Carl Theodor zum goldenen Garten, Schwetzingen (fondée en 2020 en Allemagne, Bade-Wurtemberg),
- N. 31 – Kaningag, Cebu City (fondée en 2020 aux Philippines),
- N. 33 – Ylang-Ylang, Manille (fondée en 2020 aux Philippines).
- N.34- La Vigne et le Blé, Durbuy (fondée en Belgique)